# قطعنامه ۱۴۳۹ شورای امنیت
قطعنامه ۱۴۳۹ شورای امنیت سازمان ملل متحد که در تاریخ ۱۸ اکتبر ۲۰۰۲ تصویب شد، سندی بین‌المللی دربارهٔ بررسی وضعیت در آنگولا است. این قطعنامه طی نشست ۴۶۲۸ام با ۱۵ رای موافق، ۰ مخالف و ۰ ممتنع تصویب شد.